# Aurelian Gulea (academician)
Aurelian Gulea (n. 28 mai 1946) este un specialist în domeniul chimiei anorganice și fizicii, care a fost ales ca membru titular al Academiei de Științe a Moldovei. În 2025 a devenit membru de onoare al Academiei Române.